# Сардіс-Сіті
Сардіс-Сіті (англ. Sardis City) — місто (англ. town) в США, в округах Етова і Маршалл штату Алабама. Населення — 1814 особи (2020).

## Географія
Сардіс-Сіті розташований за координатами 34°10′21″ пн. ш. 86°7′9″ зх. д. / 34.17250° пн. ш. 86.11917° зх. д. (34.172413, -86.119104).  За даними Бюро перепису населення США в 2010 році місто мало площу 20,38 км², з яких 20,34 км² — суходіл та 0,04 км² — водойми.

## Демографія
Згідно з переписом 2010 року, у місті мешкали 1704 особи в 657 домогосподарствах у складі 509 родин. Густота населення становила 84 особи/км².  Було 703 помешкання (34/км²).
Расовий склад населення:
| - 98,2 % — білих - 0,4 % — чорних або афроамериканців - 0,4 % — азіатів - 0,1 % — корінних американців |

До двох чи більше рас належало 0,6 %. Частка іспаномовних становила 0,7 % від усіх жителів.
За віковим діапазоном населення розподілялося таким чином: 24,4 % — особи молодші 18 років, 59,5 % — особи у віці 18—64 років, 16,1 % — особи у віці 65 років та старші. Медіана віку мешканця становила 40,9 року. На 100 осіб жіночої статі у місті припадало 92,5 чоловіків;  на 100 жінок у віці від 18 років та старших — 89,0 чоловіків також старших 18 років.
Середній дохід на одне домашнє господарство  становив 63 148 доларів США (медіана — 51 681), а середній дохід на одну сім'ю — 71 359 доларів (медіана — 63 864). Медіана доходів становила 49 167 доларів для чоловіків та 32 500 доларів для жінок. За межею бідності перебувало 12,5 % осіб, у тому числі 11,2 % дітей у віці до 18 років та 9,4 % осіб у віці 65 років та старших.
Цивільне працевлаштоване населення становило 764 особи. Основні галузі зайнятості: освіта, охорона здоров'я та соціальна допомога — 22,9 %, виробництво — 19,8 %, роздрібна торгівля — 16,8 %.